# Emanuel Samson van Beever
Emanuel Samson van Beever (* 28 mars 1876 à Anvers - † 20 juin 1912 à Laren (Hollande-Septentrionale)) est un peintre néerlandais.

## Biographie
Emanuel van Beever nait le 28 mars 1876 à Anvers, fils du joailler Samson Godried van Beever et de Rosalie Barnett. Il passe les quatre premières années de sa vie à Anvers. Puis il déménage à Amsterdam où il fait ses études. Ensuite il devient tailleur de diamants. Cependant, il ne s'intéresse pas à ce métier mais à la peinture et au dessin. Il continue sa formation dans cette nouvelle direction.

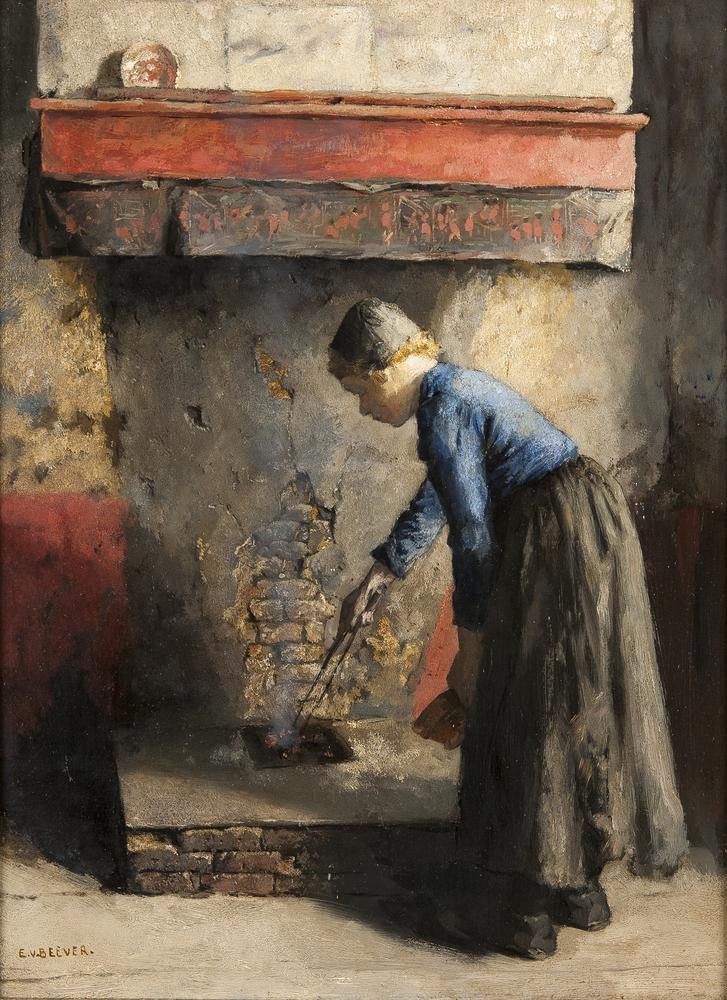
Jonge vrouw bij het vuur (ca. 1900-1910). Musée historique juif, Amsterdam, Pays-Bas.

Il commence par l'école Quellinus à Amsterdam mais prend ensuite des leçons privées chez le peintre Alexander Boom. Entre 1894 et 1897 il étudie à l'Académie des beaux-arts. Pendant cette période ses conditions de vie sont très modestes et il doit vivre d'une petite bourse. Ses parents vivent à Londres. Lorsqu'ils deviennent malade, van Beever s'installe aussi à Londres. Deux ans plus tard, les parents meurent et le peintre retourne aux Pays-Bas, d'abord à Blaricum et puis à Laren (Hollande-Septentrionale).
Les peintures d'Emanuel van Beever représentent surtout les intérieurs de fermes, des natures mortes et des vues de villages. Il crée une bonne partie de son œuvre à Mol (Belgique). Entre autres, la revue Nieuwe Rotterdamse Courant publia des critiques positives. Le 20 juin 1912, Emanuel van Beever meurt à Laren à l'âge de 36 ans.